# Marzanna Zielińska
Marzanna Beata Zielińska (ur. 19 sierpnia 1973 w Łodzi) – polska dziennikarka, prezenterka telewizyjna. Dyrektorka łódzkiego ośrodka TVN S.A.

## Życiorys
Ukończyła naukę w XXVI Liceum Ogólnokształcącym w Łodzi oraz historię na Uniwersytecie Łódzkim. Była łódzką korespondentką Super Expressu i Sztandaru Młodych. Współpracowała z sekcją polską radia BBC i radiem TOK FM. W 1997 rozpoczęła pracę jako reporterka społeczna w programie Fakty TVN. W 1998 została również szefową łódzkiego ośrodka TVN S.A. Zasiadała także w dyrekcji regionalnego kanału lokalnego NTL Radomsko, kiedy ten przejęty został przez TVN.

## Odznaczenia
- 1999: Laureatka nagrody „Policer 1999” przyznawany przez Komendę Wojewódzką Policji w Łodzi za najbardziej rzetelne informowanie o sukcesach i wpadkach policji.
- 2000: Odznaka „Za Zasługi dla Miasta Łodzi” przyznawane przez Radę Miejską w Łodzi[1].
- 2000: Laureatka nagrody „Policer 2000” przyznawany przez Komendę Wojewódzką Policji w Łodzi za najbardziej rzetelne informowanie o sukcesach i wpadkach policji.
- 2001: Laureatka nagrody „Policer 2001” przyznawany przez Komendę Wojewódzką Policji w Łodzi za najbardziej rzetelne informowanie o sukcesach i wpadkach policji.
- 2002: Odznaczona medalem „Za Zasługi dla Policji” przyznany przez Ministra Spraw Wewnętrznych i Administracji na wniosek Komendanta Głównego Policji za promowanie akcji wpływających na poprawę bezpieczeństwa.
- 2010: Uhonorowana tytułem „Dziennikarz Roku 2010” przyznawanym przez studentów łódzkich uczelni zrzeszonych w Studenckim Forum Business Centre Club za wspieranie przedsiębiorczości wśród młodych.
- 2010: Odznaczona „Odznaką Honorową” przyznawaną przez Niezależny Samorządny Związek Zawodowy Policjantów za działania na rzecz poprawy warunków pracy policji.